# 鄭丹瑞
鄭丹瑞（英語：Lawrence Cheng Tan Shui，1955年11月27日—），人称“旦哥”或“阿旦”，香港男主持人、演員、跨媒体文化人，涉猎电影、电视、电台、舞台、报纸专栏，是香港娱乐圈、文化界的多面手及前無綫電視基本藝人合約藝員兼藝員訓練班導師。鄭丹瑞是由電台DJ出道，曾是香港最受欢迎的男DJ，并历任香港電台節目總監、香港商业電台營運總裁，其编撰的《小男人周记》是华语影坛至今唯一一部广播剧，並创下多项纪录，收听率高居榜首，也是迄今为止首部原创的广播剧剧本能发展为小说专栏、电视剧、电影及舞台剧作品。鄭丹瑞也曾制作参与过多部经典的广播剧、电视剧、电影，主持过上百台经典综艺晚会和大型节目，有“金牌司仪”的美誉。

## 背景
鄭丹瑞早年在香港島北角春秧街四號唐樓居住，小學二年級時搬到深水埗定居，與商人王德輝為鄰居。父親是集友銀行紅磡分行經理。鄭有九名兄弟姊妹（其中一姊是中華耶穌寶血女修會修女兼澳門望德學校教師鄭瑞薇(Sr Dominica Cheng)），自己排行第九，1961年畢業於蘇浙小學暨幼稚園（幼稚園部），繼而升讀蘇浙小學。小二起入讀深水埗學校（小學部），在校時是班長。他自小已喜歡寫作，作品經常貼堂。1972年於聖保羅書院中五文科畢業後（1967年入學），在原校升讀預科。1974年中七畢業時因未能考獲香港高級程度會考兩科及格和會考三科良，即「2A3O」的成績而無法入讀香港大學。結果發現自己符合香港浸會學院（今香港浸會大學前身）傳理系的收生要求，於是再補考多一科公開試科目以獲得取錄機會。與袁志偉、湯正川、葉家寶、麥振江等人為同系同學。鄭丹瑞當年於1975年至1976年以筆名「新鮮人」在學生報投稿。未幾獲陳婉芬（後為香港電台公關）注意，介紹他予商業電台兼職撰寫廣播劇劇本，是當時中文節目部的職員。另外也主持過週末音樂廣播節目《輕描淡寫》。同期又為邵氏電影公司寫劇本和主持廣播節目《阿旦日記》。
鄭丹瑞給人的印象是口才了得、博览群书、才華橫溢和學識豐富，早期本想當记者和新闻主播工作，但最後进入了娱乐界。1978年大學畢業後為了加入麗的電視任職編劇而放棄服務商業電台，為節目《新一代》與《家燕與小田》撰稿。一年後升任電視台編審，參與編寫《吾家有女》、《天蠶變》、《天龍訣》、《湖海爭霸錄》、《驟雨中的陽光》等劇集。
1983年被伍家廉邀請加入香港電台，初時有自己的早晨節目《音樂蛋》。不久被高層以經費不足為由，調去深宵節目《輕談淺唱不夜天》。後來他收到一封鞭策信件，寫着：「親愛的節目主持人：如果你不想做這個通宵節目，請你離開，我是一個需要音樂去陪伴我通宵工作的聽眾。」。令他當頭棒喝，深知自己不足。於是開始寫些短劇，也不只播歌，每個小時也花點不同心思。後來，鄭丹瑞等到同一字迹的聽眾來信點歌，他就知道自己得到聽眾認同。。及後他也獲得廣播處長張敏儀的讚許，被張文新調到《花喱花碌星期日》，夥拍何嘉麗和林姍姍，成就之後的「三個小神仙」。之後他也製作與主持《青春交響曲》等節目，1984年升任監製。另曾担任香港演艺学院的导师以及無綫電視藝員訓練班的校长。

## 演藝界經歷
在广播界，鄭丹瑞更联同林姗姗、何嘉麗等组成了香港首屈一指电台主持组合「三個小神仙」，也是该节目名字。在电台时期，鄭丹瑞提携了多位日后香港首屈一指的广播界、主持界名人DJ，如林海峰、卓韵芝、葛民辉等等，鄭丹瑞可說是香港广播界中打造新锐的“金牌圣手”。
在电视界，鄭丹瑞有香港“金牌司仪”的美誉，曾主持过百台大型节目和综艺节目，如《欢乐今宵》、《劲歌金曲》、香港电影金像奖頒獎典禮、香港小姐競選等等，精通中英文。此外，鄭丹瑞也参演过多部脍炙人口的电视剧演出和编剧工作，如鄭丹瑞与香港“桥王”黎文卓合作自编自演的《摩登小男人》系列单元剧、《金牙大状》、《香港人在广州》、《高朋满座》等经典电视剧。《摩登小男人》更运用创新的方式，将综艺节目、情感节目、两性节目及戏剧节目等元素并融一起，创造了星光熠熠的经典。他亦擔綱影視旁白，包括電視節目以及廣告。
主持方面，鄭丹瑞独树一帜，亦庄亦谐，除在香港主持多台晚会外，更曾在台湾与張小燕合作主持金马奖，在中国内地主持选美节目《美在花城》。在编剧和策划工作上，鄭丹瑞曾创造出香港丽的电视同时编撰三部戏剧的纪录，在半年时间内，从编剧跃升为编审。
在电影界，鄭丹瑞集“编、导、演、监制、发行、策划”于一身，是香港和华语电影圈的著名監製、導演、編劇、演員和作家。鄭丹瑞曾导演过40多部电影，包括首部执导的中产喜剧《吴三桂与陈圆圆》。鄭丹瑞最擅长观察都市中的男女关系，编撰的作品多是中产都市的恋爱故事。包括《小男人周记》、《喷火女郎》等。鄭丹瑞也尝试过编导和监制人性阴暗题材的作品，如《黄蜂尾后针》、《阿嫂》；以及青春唯美的偶像类型电影，如《六楼后座》、《分手说爱你》等。
幕前演出經驗方面，鄭丹瑞曾主演或客串过超过60部电影，其中凭借《风尘三侠》提名香港电影金像奖最佳男配角獎。鄭丹瑞以高挑的外形、奇怪荒谬的表情和喜感的演繹，成为香港电影中，标记性的小人物演员，其出演漫画改编的电影《风云雄霸天下》文丑丑一角，更成为作者马荣成及大众心目中最佳的演绎者。
鄭丹瑞因為主演廣播劇《小男人周記》（1986年）中的男主角阿寬而成為雅痞一族的代表。這本廣播劇小說搬上電影院銀幕時，他成為電影版的男主角，並在港式都市喜劇中建立了一個在感情上猶豫不定的典型小男人形象。劇情描述一名廣告公司小職員跟他的兩名死黨好友在愛情、婚姻、事業與友情等各方面的遭遇，主線是他嫌妻子太悶，想出去風流瀟灑找情人，結果發現不外如是。電影版當時仍是新導演的陳嘉上展現了清新而感性的敘事手法，加上鍾楚紅、鄭裕玲、李美鳳、胡慧中等一群巨星影后级美女合演，頗具活色生香的娛樂趣味。  
郑丹瑞在年輕時有過人生得意的階段，在半年间從電視編劇升為編審，後來也遇到過劇本不賣座的時候。他希望成為電台DJ，結果進入香港電台做了DJ，也曾經做過黃金時段的節目，但後來卻被調至主持一個凌晨2至6時的通宵節目，陷入人生低谷。鄭丹瑞於1987年跳槽到香港商業電台任商業二台DJ，遇上另外一位也在1989年跳槽到商台的同事林珊珊和何嘉麗，成為電台節目經典。鄭曾任香港商業電台營運總裁。

## 其他工作

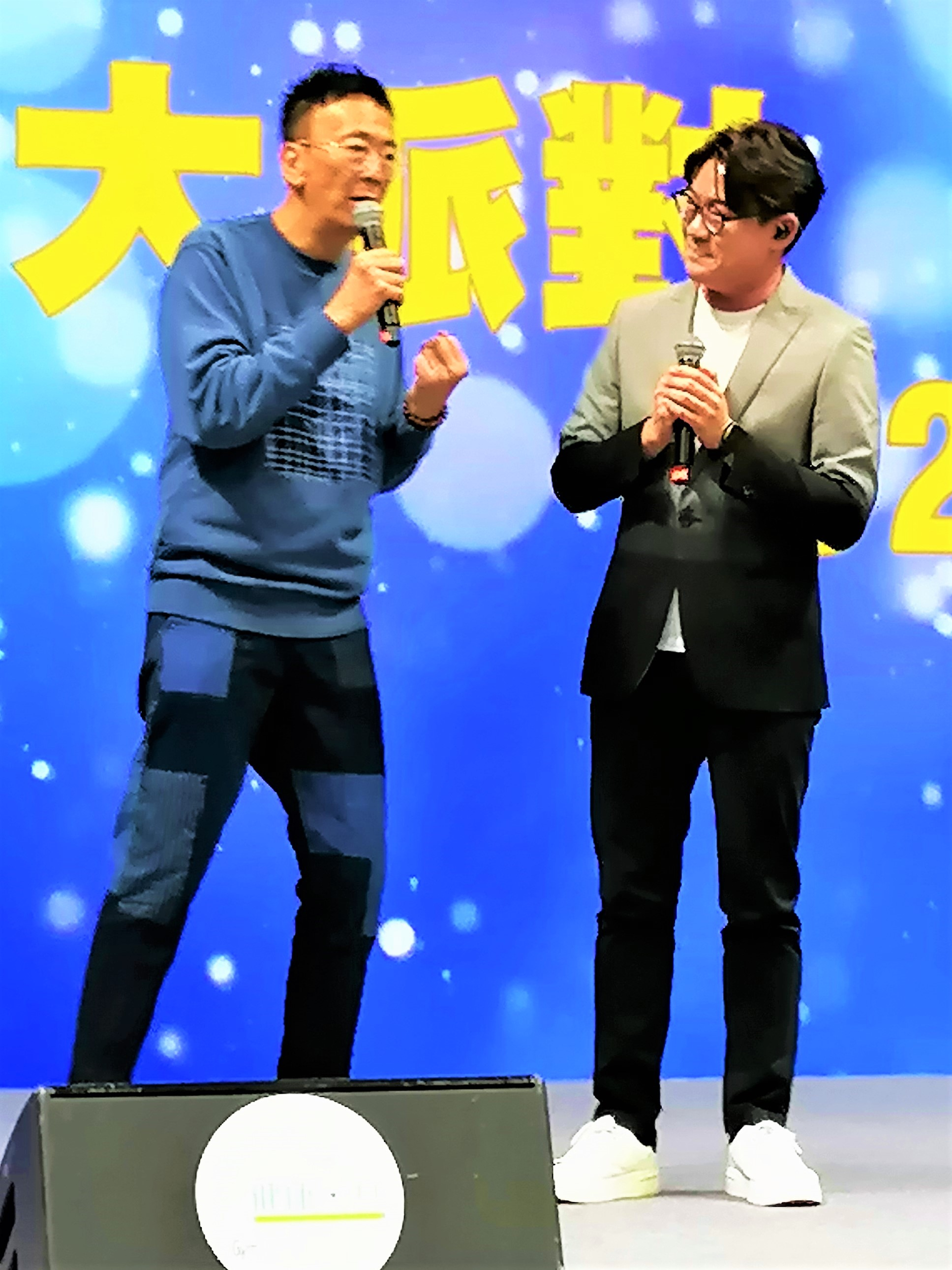
鄭丹瑞（左）擔任一活動主持，右方為歌手羅啟豪

鄭丹瑞也是香港电影导演会的会员、香港编剧家协会的中坚、香港演艺人协会的副会长，为香港和两岸电影电视产业立下汗马功劳。他也在《香港經濟日報》寫專欄，每隔幾年也會出書。
鄭丹瑞也乐于提携后辈，发掘演艺界的新星。於2012年，鄭丹瑞重返無綫電視並擔任第26期藝員訓練班總司令。

## 家庭
鄭丹瑞為家中為次子，有一兄一姊，父親曾任銀行經理。鄭現今已婚，育有两个女儿。大女兒鄭瑤（Zaneta），幼女兒鄭珉（Amanda）。妻子盧維思是前麗的電視綜藝組的職員。
在1993年，鄭出版過一張唱片《給最愛女兒的說話》，當中的歌曲就是他送給他的兩位女兒的禮物和告誡，如《給最愛女兒的說話》、《給女兒的信》等等；而《那夜我替女兒「R」背脊》將他的慈父形象表露無遺，更憑《那夜我替女兒「R」背脊》奪得1993年兒歌金曲獎項。
1994年移民加拿大，本為兩女兒在當地長大升學，惟因加國徵收其全球收入的稅項，導致吃不消，差點兒要宣佈破產，終在1998年回流香港。

## 作品

### 電視
- 麗的電視劇集
  - 吾家有女（1978年）
  - 新大丈夫（1978年）  飾 阿旦
  - 奇女子（1979年） 飾 Simon
  - 新變色龍（1979年） 飾 曾世昌跟班
- 無綫電視劇集
  - 摩登小男人（1992年）飾 梁寬
  - 金牙大狀（1993年） 飾 戴亞斗／第一男主角
  - 男人大丈夫（1994年）飾 梁寬
  - 金牙大狀（貳）（1995年） 飾 戴亞斗／第一男主角
  - 香港人在廣州（1997年）飾 余穎鐵／第一男主角
  - 赤沙印記@四葉草.2 （2004年） 飾 葉樹高
  - 高朋滿座（2006年－2007年） 飾 高有朋
  - 廉政行動2014（2014年） 飾 梁德成 ／ 單元第二男主角
  - 女人俱樂部（2014年） 飾 黃國樑 ／ 第二男主角
  - 我們的天空（2014年） 飾 Chris父
  - 廉政行動2016（2016年） 飾 吳達初
  - 欺詐劇團（2021年） 飾 鄭國昌（Herman）

- ViuTV劇集
  - 野人老師（2022年） 飾 李世豪（Raymond）

- 無綫電視節目主持/司儀
  - 勁歌金曲（1984年-1989年、2013年）
  - 新秀歌唱大賽（1987-1988年、1993-1996年）
  - 十大勁歌金曲頒獎典禮（1988年-1997年、2004年、2013年、2015年）
  - 香港小姐競選（1989年-1995年、2022年）
  - 翡翠歌星賀台慶（1991-1994年、1997年）
  - 兒歌金曲頒獎典禮（1992-1995年、2007年）
  - 香港新婚夫婦競選（1988年、1993年）
  - 萬千星輝賀台慶（1993-1995年、1997年）
  - 國際中華小姐競選（2005年、2015-2016年）
  - TVB最受歡迎廣告頒獎典禮（2007-2008年）
  - 金唱片頒獎典禮
  - 香港電影金像獎頒獎典禮
  - 加港愛心連綫大行動
  - 慈善星輝仁濟夜
  - 博愛歡樂傳萬家
  - 萬眾同心公益金
  - 星光燦爛仁愛堂
  - 明愛暖萬心
  - 星光熠熠耀保良
  - 四海一心加港情
  - 1988 銀河接力大賽（1988年）
  - 寶麗金20周年演唱會（TVB、寶麗金主辦、1990年）
  - 鬥戲群星會（1991年）
  - 龍翔星輝競展能（1991年）
  - 紅粉夜宴迎92（1991年）
  - 香港健康家庭競選（1991-1992年）
  - 大話俱樂部（1992-1993年）
  - 歡樂今宵（1993-1994年）
  - 食物衞生 名人勁鬥星輝夜（1993年）
  - 反斗群星碧波大挑戰（1993年）
  - 深愛着你陳百強（1993年）
  - 復活奇蛋嘉年華（1994年）
  - 全港反翻版唱片大行動（1994年）
  - 超級樂壇創世紀（1994年）
  - 戀戀獅城（1994年）
  - 霹靂至尊雙響炮 九四區局節閉幕典禮（1994年）
  - 現代審死官（1994年）
  - 世界CUP巨星勁唱瘋狂夜（1994年）
  - 不可思議的地球（1994-1995年）
  - 週三紅FRIEND區（1995年）
  - 人生交叉點（1995年）（第一輯第1-15集，其餘集數由葉玉卿主持，第二輯為鄭裕玲）
  - 永遠的偶像-鄧麗君（1995年）
  - 群星童聚非常夜（1995年）
  - 都會星輝海南島之夜（1995年）
  - 寶麗金二十五週年皇者之星歌唱大賽（1995年）
  - 至叻電視迷爭霸戰（1995年）
  - 聰明伶俐主人翁（1996年）
  - 瑪麗醫院光輝飛越60年（1997年）
  - 深夜宣言（1997年）
  - 萬眾一心迎回歸（1997年）
  - 龍的光輝香港回歸大匯演（1997年）
  - 華星光輝銀禧演唱會（1997年）
  - 新偶像更好角力Show（1997年）
  - 繞着神州走（1997-1998年）
  - 共創平等新紀元（1998年）
  - 星光閃耀新里程 新機場竣工慶典（1998年）
  - 98世界盃（1998年）
  - 1999國泰航空繽紛巡遊賀新歲（1999年）
  - 智在必得（第一輯）（2002年）
  - 橫掃千金（2003年）
  - 香港步步創高峰（2004年）
  - 滄海一聲笑別霑叔（2004年）
  - 適飲適食至有營（2007年）
  - 慧妍愛心傾城廿五載（2007年）
  - 國際馬術三項賽直擊（2007年）
  - 舞動奇跡第一季（2007年）
  - 舞動奇跡第二季（2008年）
  - 仁愛堂邁向光輝新里程（2008年）
  - 向世界出發-第三輯（2008年）
  - 萬里尋爸（2013年）
  - 樂壇教父顧嘉煇（2015年）
  - 你健康嗎？（2015年）
  - 食得健康嗎？（2015年）
  - 活得健康嗎？（2015年）
  - 你健康嗎？（第二輯）（2016年）
  - 心情約會（2017年）
  - 星和無綫電視大獎（2017年）
  - 金豬耀保良（2019年）
  - 尋找阿Lam的那些年（2019年）
  - 快樂中年（2019年）
  - 善心滿東華2019（2019年）
  - 2020許冠傑同舟共濟Online Concert（2020年）
  - 郭富城鼓舞·動起來網上慈善演唱會（2020年）
  - 咁大件事點解冇人講（2021年）
  - 想你 張國榮（2021年）
  - 開心大綜藝（2021年）（第7集）
  - 我在隔離的日子（2021年）
  - 勁歌43年情．讓音樂高飛（2023年）

- 亞洲電視節目主持
  - 亞洲小姐競選[1985年(嘉賓主持)、2009年]

- 麗的電視節目主持
  - 新一代（1978年）
  - 著燈、開飯、睇電視

- 中國電視公司節目主持
  - 誰來開口(1992年12月6日至1993年5月23日，與巴戈合作主持)

- now香港台節目主持
  - Home Sweet Home（2008年12月13日－2009年6月6日）
  - 快樂的eGG（2009年）

- 電視劇（其他）
  - 計中計狀元財

- 電台節目主持
  - 技能訓練中心
  - 爸爸早晨媽媽早晨
  - 輕談淺唱不夜天
  - 三個小神仙（與林姍姍及何嘉麗合作主持）
  - 青春交嚮曲
  - 一盞茶論盡天下
  - 辰時卯時快樂時

- 電台廣播劇
  - 小男人周記
  - 都是那些日子

- 頒獎典禮主持
  - 第29屆金馬獎頒獎典禮（中視轉播，與張小燕合作主持、1992年12月12日）

- ViuTV真人秀評判
- 香港達人秀

### 歌曲
- 《留給最愛的說話》（旁白，也與張麗瑾合唱最後副歌）

### 電影

#### 1980年代
| 年 份  | 片 名                 | 角 色            | 合 作                          |
| 1980年 | 俾我                  |                  |                                |
| 1980年 | 喝采                  | 編劇             |                                |
| 1981年 | 第三隻手              |                  |                                |
| 1981年 | 童軍樂                |                  |                                |
| 1981年 | 代代風流代代春        |                  |                                |
| 1983年 | 鼓手                  |                  |                                |
| 1983年 | 害時出世              |                  |                                |
| 1984年 | 緣份                  |                  |                                |
| 1985年 | 天使出更              | 方小敏的表哥     |                                |
| 1985年 | 老友鬼鬼              | 阿旦             |                                |
| 1985年 | 歡場                  |                  |                                |
| 1985年 | 錯點鴛鴦              |                  |                                |
| 1987年 | 神奇兩女俠            |                  |                                |
| 1987年 | 一屋兩妻              |                  |                                |
| 1988年 | 吉屋藏嬌              | 勁哥             | 爾冬陞、鄭裕玲、利智、唐麗球   |
| 1988年 | 南北媽打              |                  |                                |
| 1988年 | 群鶯亂舞              |                  | 鄭少秋、關之琳、利智           |
| 1988年 | 八星報喜              | Beautiful男友    | 周潤發、鍾楚紅、張學友、黃百鳴 |
| 1988年 | 三人世界              | 朱麗娥           | 林子祥、鄭裕玲、關之琳、周慧敏 |
| 1989年 | 精裝追女仔之3狼之一族 | 羅家鈴           | 馮粹帆、張敏                   |
| 1989年 | 求愛夜驚魂            |                  |                                |
| 1989年 | 奇蹟                  | 記者(客串)       |                                |
| 1989年 | 小男人周記            | 梁寬（本片監製） | 鄭裕玲、鍾楚紅、文雋、黎彼得   |
| 1989年 | 相見好                |                  |                                |
| 1989年 | 再見王老五            |                  |                                |
| 1989年 | 小小小警察            |                  |                                |

#### 1990年代
| 年 份 | 片 名                  | 角 色                   | 合 作                                                        |
| 1990  | 亂世兒女               |                         |                                                              |
| 1990  | 漫畫奇俠               |                         |                                                              |
| 1990  | 小男人週記 II 錯在新宿 | 梁寬                    | 鄭裕玲、關之琳、文雋、黎彼得、曾江                           |
| 1990  | 吉星拱照               | 趙公子                  | 周潤發、張艾嘉、夏雨、利智                                   |
| 1991  | 神探馬如龍             |                         |                                                              |
| 1991  | 我老婆唔係人           |                         |                                                              |
| 1991  | 大鬧廣昌隆             | 鄭明寶                  | 陶君薇、吳大維                                               |
| 1992  | 太子爺出差             | 鄭天輝                  |                                                              |
| 1992  | 吳三桂與陳圓圓         | 陳圓圓                  | 鄭裕玲 ×鄭丹瑞导演                                           |
| 1992  | 噴火女郎               | 叉燒                    | 邱淑貞、葉德嫻、鄭裕玲 ×鄭丹瑞导演                           |
| 1992  | 武狀元蘇乞兒           | 師爺                    | 周星馳、吳孟達                                               |
| 1992  | 機Boy小子之真假威龍    | 細B                     |                                                              |
| 1993  | 笑八仙                 | 張果老                  | 鄭少秋、吳君如、關之琳、吳孟達、溫兆倫、成奎安、黎彼得、劉洵 |
| 1993  | 黃蜂尾後針             | 朱仲康                  | 刘松仁、鄭裕玲 ×鄭丹瑞导演                                   |
| 1993  | 風塵三俠               | 毛周朱                  | 梁家輝、梁朝偉、周文健、周慧敏、朱茵、袁咏仪                 |
| 1993  | 新難兄難弟             | 托水龍（成年時） 高佬泉 | 梁家輝、梁朝偉、劉嘉玲、翁杏蘭、吳啟華、李婉華               |
| 1994  | 暴雨驕陽               |                         | 任達華、袁咏仪                                               |
| 1994  | 新男歡女愛             |                         |                                                              |
| 1994  | 姊妹情深               |                         | 梁家輝、袁咏仪 ×鄭丹瑞导演                                   |
| 1994  | 金枝玉葉               |                         |                                                              |
| 1995  | 追女仔95之綺夢         | 葉開                    | 鄭祖、劉青雲、王敏德、文雋、張敏、古巨基、黃錦江             |
| 1995  | 搶閘媽咪               | 林志穎                  |                                                              |
| 1995  | 救世神棍               |                         | 梁朝偉、陳小春                                               |
| 1997  | 精裝難兄難弟           | 高佬泉                  |                                                              |
| 1997  | G4特工                 |                         |                                                              |
| 1998  | 風雲雄霸天下           | 文丑丑                  | 郭富城、鄭伊健、千葉真一、楊恭如、謝天華                     |

#### 2000年代
| 年 份  | 片 名              | 角 色              | 合 作                  |
| 2001年 | 野獸之瞳           |                    |                        |
| 2002年 | 見鬼               | 監製               | 李心潔、周俊偉         |
| 2003年 | 金雞2              | 解籤佬             | 吳君如                 |
| 2003年 | 六樓后座           | 監製               |                        |
| 2004年 | 六壯士             | 監製               |                        |
| 2004年 | 見鬼2              | 監製               | 舒淇                   |
| 2005年 | 虫不知             |                    |                        |
| 2005年 | 阿嫂               | 汪老闆（本片監製） | 曾志偉、林嘉欣、劉心悠 |
| 2006年 | 半醉人間           |                    |                        |
| 2007年 | 戲王之王           |                    |                        |
| 2008年 | 一半海水，一半火焰 | 嫖客               |                        |

#### 2010年代
| 年 份 | 片 名                    | 角 色                  | 合 作                                        |
| 2010  | 分手說愛你               | 監製、編劇             |                                              |
| 2010  | 抱抱俏佳人               |                        |                                              |
| 2010  | 綫人                     | 阿雪友人               |                                              |
| 2011  | 傾城之淚                 |                        |                                              |
| 2012  | 低俗喜劇                 | 鄭Sir（客串）          | 杜汶澤                                       |
| 2013  | 過界                     |                        |                                              |
| 2014  | 分手100次                | 客串（本片導演、編劇） | 鄭伊健 、周秀娜、楊千嬅                      |
| 2015  | 港囧                     | 客串 （畫展司儀）      |                                              |
| 2017  | 小男人週記3之吾家有喜    | 梁寬（本片導演、編劇） | 周秀娜、談善言、張繼聰、蔡瀚億、文雋、黎彼得 |
| 2017  | 29+1                     |                        | 周秀娜、鄭欣宜                               |
| 2017  | 原諒他77次               | 呂慧心父親             | 周柏豪、蔡卓妍、惠英紅                       |
| 2017  | 西謊極落之太爆太子太空艙 |                        | 杜小喬、林盛斌                               |
| 2018  | 棟篤特工                 | 曾國忠                 | 黃子華、佘詩曼                               |
| 2018  | 某日某月                 | 明叔                   | 湯怡、原島大地                               |

#### 2020年代
| 年 份 | 片 名          | 角 色             | 合 作                          |
| 2021  | 感動她77次     | 呂慧心父親/曾寶華 | 蔡卓妍、周柏豪                 |
| 2024  | 得寵先生       | 任春佳            | 盧慧敏、馮允謙、廖子妤、黃正宜 |
| 待定  | 臥底的退隱生活 | 熊爺              | 謝安琪、鄧月平、陳毅燊、唐詩詠 |

### 其他
- 舞台劇
  - 鬼馬鴛鴦奪寶記  (1994) ... 錢十郎  (與陳淑蘭合演)
  - 小男人週記 KISS ME GOODBYE  (2007) ... 梁寬  (與蘇玉華合演)

- 音樂劇
  - 風雲5D音樂劇  (2017) ... 文丑丑  (與黎耀祥、呂良偉合演)

- 演唱會
  - 30小神仙吹唱會  (2011) (與林珊珊合作)

## 導師
第28-29期藝員訓練班、演藝進修班（2016年）

## 文字作品
- 1987年：輕描淡寫
- 1988年：亞旦眼中的世界
- 1988年：男人三十
- 1990年：我的故事
- 1997年：天各一方
- 1997年：輕描再淡寫
- 2001年：好男人溫柔
- 2001年：好男人·很快樂

## 註腳
1. 1 2 3 4 5 6 7 8 9  關於鄭丹瑞成長地與鄰居、家庭背景、校園生活以及升學經過的資料出自香港電台第二台廣播節目《守下留情》於2017年1月23日播出的訪問。
2. 1 2 3 4 5 6 7  關於鄭丹瑞加入商業電台及演藝界經過以及妻子身份的資料出自香港電台第二台廣播節目《守下留情》於2017年1月24日播出的訪問。
3. ↑  資料來自香港電台第二台廣播節目《守下留情》於2018年10月17日播出的薛家燕訪問。
4. 1 2 3 4 5 6 7  關於鄭丹瑞主持《音樂蛋》及往後經過、收到聽眾信件、得到張敏儀讚許以及主持《花喱花碌星期日》的資料出自香港電台第二台廣播節目《守下留情》於2017年1月25日播出的訪問。
5. ↑  關於鄭丹瑞主持《青春交響曲》的資料出自香港電台第二台廣播節目《守下留情》於2017年1月26日播出的訪問。
6. ↑  「R」與「抓」字的粵語發音接近，「『R』背脊」就是「抓背部的癢」的意思。

## 外部連結
- 鄭丹瑞的新浪微博
- 鄭丹瑞的Instagram帳戶
- 鄭丹瑞在香港影庫上的簡介